# Likvoriststriden
Likvoriststriden var en under Erik XIV:s regering uppkommen lärotvist angående bruket av vin eller annan vätska (lat. liquor) i nattvarden. 
I brist på kommunionvin hade man på vissa orter börjat att i stället använda vatten, mjöd eller körsbärssaft. I februari 1564 uppträdde häremot ärkebiskop Laurentius Petri i en skrivelse till sitt stifts prästerskap, vari han hävdade den ståndpunkten att Kristus instiftat sin måltid i bröd och vin; kunde man inte få vin till nattvarden, så måste den heliga handlingen inställas. Till förmån för bruket att ersätta vinet med annan "liquor" uppträdde däremot biskop Johannes Ofeegh i Västerås, bland annat i ett av honom utfärdat herdabrev; den i Sverige inträngande kalvinismen med Dionysius Beurraeus sökte också anknytning till likvoristerna. 
En rad stridsskrifter växlades; konungen sökte dämpa ivern genom en allmänt hållen tillsägelse till biskoparna att inte oroa allmogen genom sakramentens innehållande. Ärkebiskopen synes ha lett saken med både klokhet och energi; sannolikt är han författare till två först 1899 tryckta skrifter, vilka vid riksdagen i april 1565 lades till grund för ett förslag till gemensamt uttalande av biskopar och präster: "Fundamenta nostræ fidei etc."; i detta "fundament" förkastades uttryckligen bruket av varje annan materia än vin. Det anses sannolikt att ärkebiskopen uppsatt även detta aktstycke, som undertecknades av alla närvarande, även av Ofeegh, som sålunda uppgav sin föregående ståndpunkt. Därmed var striden avslutad.